# فرودگاه بیت‌لحم
فرودگاه بیت‌لحم (به انگلیسی: Bethlehem Airport) یک فرودگاه همگانی است که یک باند فرود آسفالت دارد و طول باند آن ۱۱۷۵ متر است. این فرودگاه در کشور آفریقای جنوبی قرار دارد و در ارتفاع ۱۶۹۵ متری از سطح دریا واقع شده‌است.